# Heteronychus punctolineatus
Heteronychus punctolineatus är en skalbaggsart som beskrevs av Leon Fairmaire 1893. Heteronychus punctolineatus ingår i släktet Heteronychus och familjen Dynastidae. Utöver nominatformen finns också underarten H. p. borealis.